# Scheurenhöfchen
Scheurenhöfchen ist ein Ortsteil im Stadtteil Bärbroich von Bergisch Gladbach. 

## Geschichte
Die frühneuzeitliche Siedlung Scheurenhöfchen befand sich nach 1500 als Kirchengut im Besitz der Pfarre Sand. Sie lag zu dieser Zeit im Nordosten der Gemeinde Immekeppel. Im Urkataster findet sich eine Eintragung der Siedlung mit zwei Hofgebäuden auf dem Gewann Aufm Scheuerhöffches Feld. Nach den Aufzeichnungen im Hebebuch des Botenamtes Herkenrath hatte die Siedlung insgesamt 31 Morgen Land, davon 12 Morgen Acker- und Weideland, 1 Morgen Garten und 18 Morgen Busch- und Niederwaldgelände. Das Bestimmungswort Scheuren ist als Nebenform von Scheuer entstanden und bezeichnet eine Scheune, die man zur Aufbewahrung der Ernte benutzt.
Laut der Uebersicht des Regierungs-Bezirks Cöln besaß der als „Bauergut“ kategorisierte Ort 1845 ein Wohnhaus. Zu dieser Zeit lebten elf Einwohner im Ort, alle katholischen Glaubens. Die damalige Schreibweise des Ortsnamens lautete Scheuerhöfgen.